# Pseudosphex fasciolatum
Pseudosphex fasciolatum là một loài bướm đêm thuộc phân họ Arctiinae, họ Erebidae.